# Kaseya Center
El Kaseya Center (oficialmente Pat Riley Court at Kaseya Center) (y anteriormente conocido por motivos de patrocinio como Miami-Dade Arena, FTX Arena y American Airlines Arena) es un recinto deportivo ubicado en Miami, Florida, Estados Unidos. Alberga los partidos que disputan como locales los Miami Heat de la National Basketball Association (NBA) y tiene una capacidad para 19.600 espectadores.

## Historia
En 1997, los propietarios de los Miami Heat de la Asociación Nacional de Baloncesto, que entonces jugaban en el Miami Arena, un estadio financiado con fondos públicos que tenía ocho años de antigüedad, amenazaron con mudarse al condado de Broward a menos que Alex Penelas, entonces alcalde del condado de Miami-Dade, les entregara la parcela de tierra de 38 millones de dólares para el nuevo estadio. El acuerdo estipulaba que el condado recibiría el 40% de las ganancias anuales del estadio, que superaban los 14 millones de dólares. La construcción comenzó el 6 de febrero de 1998. La arena fue diseñada por Arquitectonica y 360 Architecture.
El Kaseya Center abrió sus puertas como American Airlines Arena el 31 de diciembre de 1999 y su construcción costó 213 millones de dólares. American Airlines compró los derechos de nombre del pabellón en 1999 por 42 millones de dólares por 20 años. El equipo de diseño arquitectónico estuvo compuesto por George Heinlein, Cristian Petschen, Reinaldo Borges y Lance Simon. En noviembre de 1998, la construcción del nuevo pabellón se vio afectada por un incendio en la sección superior del complejo. La inauguración del estadio se realizó con un concierto de Gloria Estefan. Dos días después, el 2 de enero de 2000, los Miami Heat jugaron su primer partido en el nuevo estadio al derrotar a los Orlando Magic por 111-103.
El estadio se llamó American Airlines Arena desde su apertura en 1999 hasta 2021, FTX Arena desde 2021 hasta 2023 tras la quiebra de FTX y Miami-Dade Arena durante un período interino en 2023. Desde abril de 2023, los derechos de denominación del estadio son propiedad de Kaseya en virtud de un acuerdo de 17 años por 117,4 millones de dólares.
El estadio es conocido por su inusual marcador, diseñado por el artista Christopher Janney e instalado en 1998 como parte de la construcción original. Inspirándose en las formas de las anémonas submarinas, el marcador también cambia de color según la atmósfera.
En octubre de 2024, se anunció que la cancha estaría dedicada al veterano entrenador y ejecutivo Pat Riley , quien llevó al Heat a tres campeonatos y ayudó al equipo a adquirir a LeBron James y Chris Bosh en 2010.

## Galería de imagen

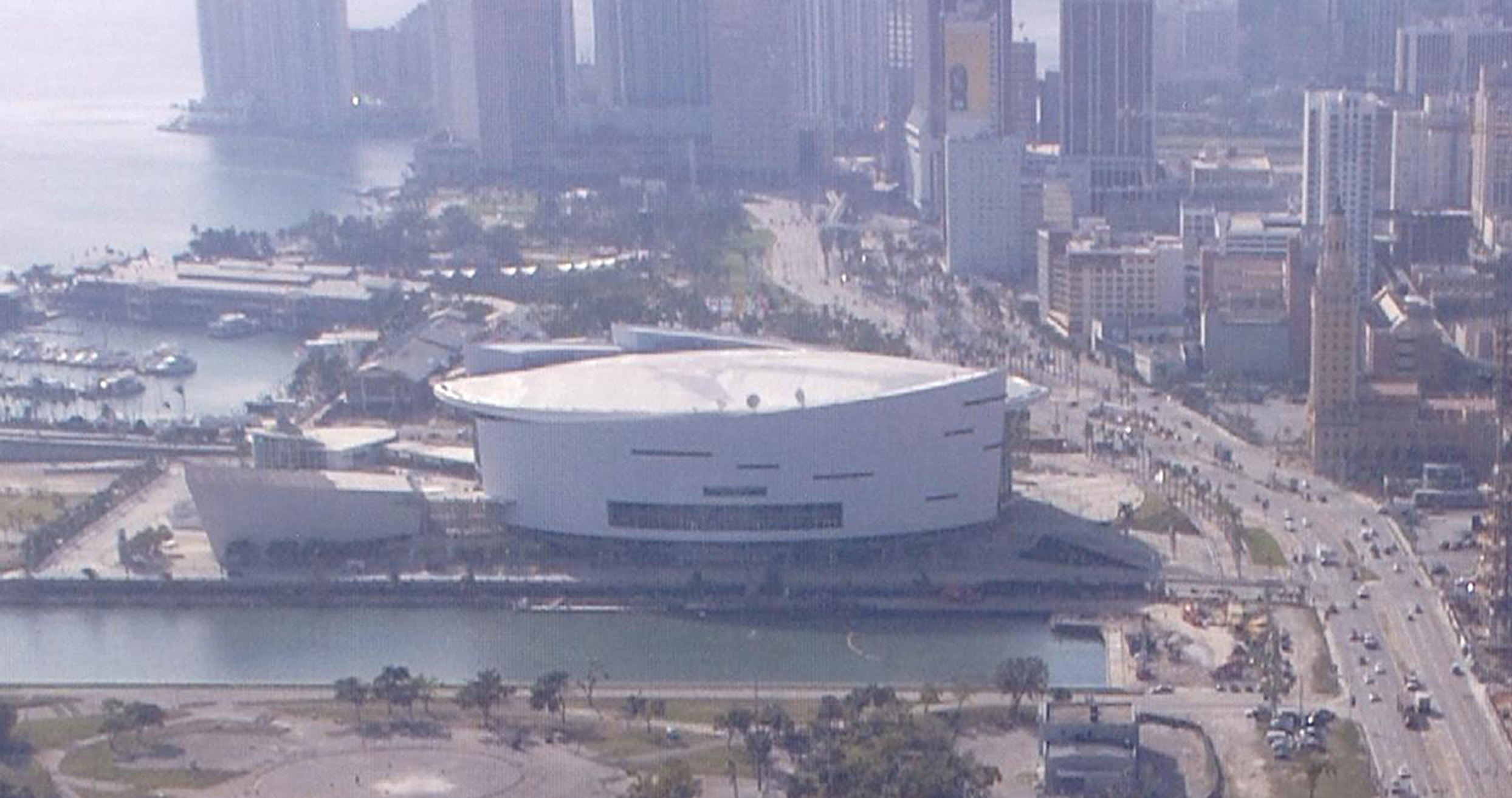
Interior del recinto
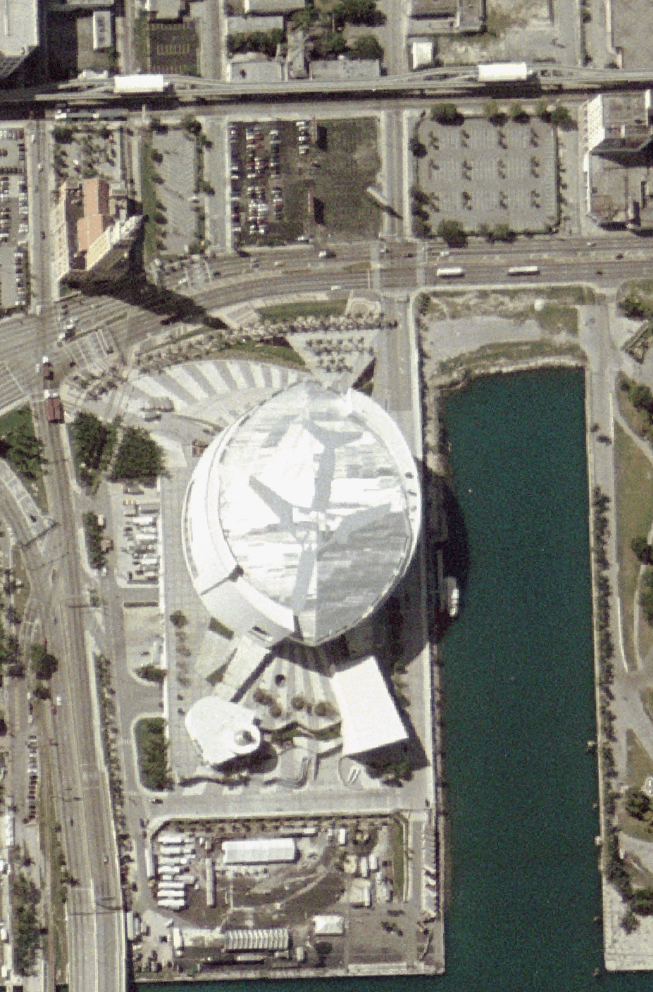
Vista desde el cielo
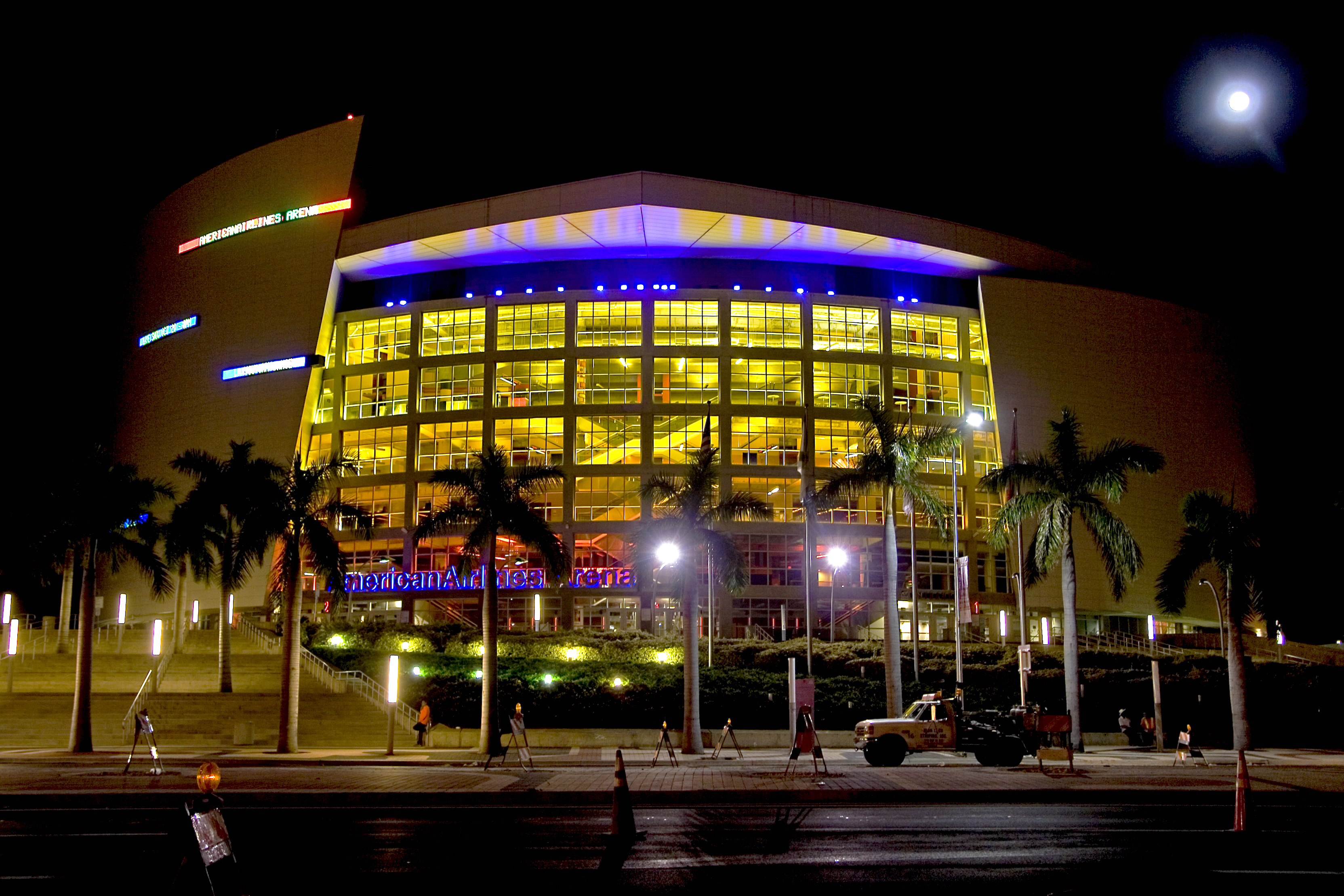
Vista nocturna de la fachada
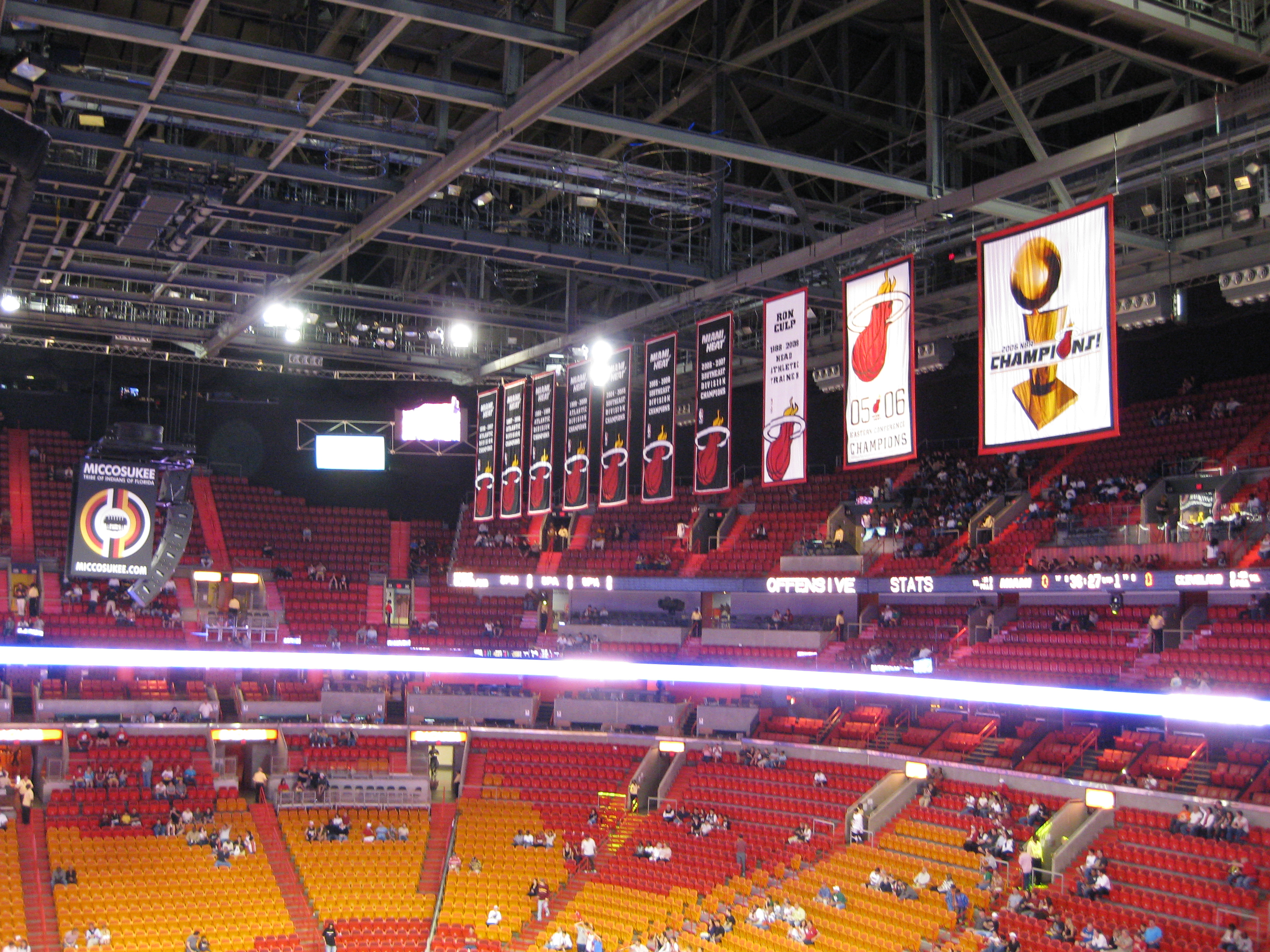
Banderines de los Miami Heat